# Six Jours de Newcastle
Les Six Jours de Newcastle sont une course cycliste de six jours disputée à Newcastle, en Australie. Trois éditions ont lieu en 1961, 1962 et 1976.

## Palmarès
| Année   | Vainqueur                                  | Deuxième                              | Troisième                              |
| ------- | ------------------------------------------ | ------------------------------------- | -------------------------------------- |
| 1961    | Sydney Patterson John Tressider Bob Jobson | John Douglas Ronald Grenda Fred Roche | Jim Jones Ronald Murray Keith Reynolds |
| 1962    | Sydney Patterson John Tressider            | Lou Bennett Robert Ryan               | Ernest Corney Keith Reynolds           |
| 1963-75 | Non-disputée                               |                                       |                                        |
| 1976    | Dave Allan Phil Sawyer                     | Keith Oliver Bob Whetters             | John Trevorrow Laurie Venn             |